# Otter Lake Park
Otter Lake Park är en park i Kanada.   Den ligger i provinsen British Columbia, i den södra delen av landet, 3 400 km väster om huvudstaden Ottawa. Otter Lake Park ligger 938 meter över havet. Den ligger vid sjön Otter Lake.
Terrängen runt Otter Lake Park är huvudsakligen kuperad. Otter Lake Park ligger nere i en dal.Trakten runt Otter Lake Park är nära nog obefolkad, med mindre än två invånare per kvadratkilometer.. Närmaste större samhälle är Tulameen, 0,76 km sydväst om Otter Lake Park.
I omgivningarna runt Otter Lake Park växer i huvudsak barrskog.